# Nadzieja Michałkowa
Nadzieja Michajłauna Michałkowa (biał. Надзея Міхайлаўна Міхалкова; ur. 7 lipca 1987) – białoruska zapaśniczka walcząca w stylu wolnym. Zajęła siódme miejsce na mistrzostwach świata w 2011. Piąta na mistrzostwach Europy w 2012 i 2014. Szósta w Pucharze Świata w 2013 i ósma w 2009 roku.